# Биркнер Кетелон, Хорхе
Хорхе Биркнер Кетелон (исп. Jorge Birkner Ketelhohn, род. 26 июня 1990 года, Буэнос-Айрес, Аргентина) — аргентинский горнолыжник, участник зимних Олимпийских игр 2014 года, представитель известной династии аргентинских лыжников.

## Спортивная биография
Заниматься горными лыжами Хорхе Биркнер начал в раннем детстве, поскольку вся его семья активно занималась горными лыжами, участвуя в международных соревнованиях.  На соревнованиях под эгидой FIS Хорхе начал выступать с 2005 года. Первоначально Биркнер выступал только в рамках Южноамериканского Кубка, но со временем стал выезжать в Европу на гонки FIS и на этапы Кубка Европы. В 2013 году Хорхе выступил на чемпионате мира. Лучшим результатом стало 43-е место в супергиганте. В том же году Биркнер занял третье место в общем зачёте Кубка Южной Америки и третье место в зачёте гигантского слалома.
В 2014 году Хорхе Биркнер дебютировал на зимних Олимпийских играх. Аргентинский горнолыжник принял участие в четырёх дисциплинах, заявленных на Играх. В суперкомбинации Биркер не смог завершить второй вид, хотя после первого занимал высокое для себя 46-е место. Также аргентинцу не удалось закончить соревнования в слаломе и в гигантском слаломе. Единственный результат Биркнер показал на дистанции в супергиганте, заняв 49-е место, отстав от лидера более, чем на 5 минут.

## Результаты

### Олимпийские игры
| Олимпийские игры | Скоростной спуск | Супергигант | Гигантский слалом | Слалом | Комбинация |
| ---------------- | ---------------- | ----------- | ----------------- | ------ | ---------- |
| Сочи 2014        | —                | 49          | DNF1              | DNF1   | DNF2       |

### Чемпионат мира
| Чемпионат мира | Скоростной спуск | Супергигант | Гигантский слалом | Слалом | Комбинация |
| -------------- | ---------------- | ----------- | ----------------- | ------ | ---------- |
| Шладминг 2013  | —                | 43          | DNF1              | BDNF2  | —          |

## Личная жизнь
- Многочисленные родственники Биркнера также занимаются горными лыжами. На Играх в Сочи вместе с Хорхе выступили его двоюродная сестра Макарена Симари Биркнер и двоюродный брат Кристиан Симари Биркнер. Ещё одна двоюродная сестре Мария Белен Симари Биркнер является участницей трёх зимних Олимпийских игр.